# Pont del Molí d'Orriols
El Pont del Molí d'Orriols és un pont del municipi de Castellar de n'Hug (Berguedà) que forma part de l'Inventari del Patrimoni Arquitectònic de Catalunya.
Té dos arcs, una mica separats i desiguals. El gran es troba sobre el riu i el petit avui mig tapat en terra ferma, tot de pedra, pla i sense baranes. Passa per sobre del riu Llobregat.